# 布伦纳山口奥伯恩贝格
布伦纳山口奥伯恩贝格（德語：Obernberg am Brenner）是奥地利蒂罗尔州因斯布鲁克乡村县的一个市镇。总面积38.66平方公里，总人口364人，人口密度9.4人/平方公里（2011年）。